# Silpha tyrolensis
Silpha tyrolensis es una especie de escarabajo carroñero del género Silpha, categorizada en la tribu Silphini, de la subfamilia Silphinae. Fue descrita por Laicharting en 1781.

## Distribución
Se distribuye por Europa: Austria, Chequia (Bohemia, Moravia), Francia, Alemania, Italia, Eslovaquia y España.